# Calloruza pulchra
Calloruza pulchra là một loài bướm đêm trong họ Noctuidae.